# Taken by Force Tour
„Taken by Force Tour“ е първото световно концертно турне на германската рок група „Скорпиънс“, то е в подкрепа на албума Taken by Force издаден през 1977 г. Освен датите в Европа, групата за първи път отива в Япония, където изнася четири концерта в Токио, Нагоя и Осака. Когато пристигат на летището в Токио, групата е посрещната от многобройно техни фенове и получават възможността да се изявят, като рок звезди. Този комерсиален подход от страна на звукозаписната компания Ар Си Ей Рекърдс, която прави всичко възможно да представи германците на световните музикални пазари не се харесва на Улрих Джон Рот и той напуска „Скорпиънс“ веднага след турнето. След завръщането си в Германия издават първия си концертен албум Tokyo Tapes през 1978 г., който включва песни записани на живо от изявите им в Япония.

## Музиканти
- Клаус Майне – вокали
- Рудолф Шенкер – китари
- Улрих Джон Рот – китари
- Херман Раребел – барабани
- Франсис Буххолц – бас

## Дати
| Дата           | Град      | Държава     | Място            |
| Европа         | Европа    | Европа      | Европа           |
| -------------- | --------- | ----------- | ---------------- |
| 13 януари 1977 | Щутгарт   | Германия    | Stadthalle       |
| 30 януари 1977 | Мюлхайм   | Германия    | Stadthalle       |
| 1 април 1977   | Амстердам | Нидерландия | Paradiso         |
| 15 април 1977  | Утрехт    | Нидерландия | Tivoli           |
| 18 април 1977  | Амстердам | Нидерландия | Paradiso         |
| 18 май 1977    | Манхайм   | Германия    | Bolton Institute |
| 30 април 1977  | Лондон    | Англия      | Bolton Institute |
| 24 април 1978  | Токио     | Япония      | Sun Plaza Hall   |
| 25 април 1978  | Нагоя     | Япония      | Kokaido Hall     |
| 26 април 1978  | Осака     | Япония      | Konseiken Hall   |
| 27 април 1978  | Токио     | Япония      | Sun Plaza Hall   |